# Зун-Торей
Зун-Торе́й (бур. Зүүн Тори) — бессточное солёное озеро на юге Забайкальского края, входящее в систему Торейских озёр. Расположено в пределах Торейской впадины.
Название озера на бур. Зүүн Ториин Нуур — восточный (левый) Торей. Площадь водосборного бассейна — 26 км². Высота над уровнем моря — 600 м.
В годы повышенной водности площадь озера достигает 300 км², в засушливые годы оно почти полностью высыхает. При высоком наполнении соединяется протокой Утичья с озером Барун-Торей. Минерализация меняется в зависимости от объёма воды — от 1000 мг/дм³ до 10000 мг/дм³. Озеро частично входит в состав Даурского заповедника.

## Топографические карты
- Лист карты M-50-XIV Ниж. Цасучей. Масштаб: 1 : 200 000. Указать дату выпуска/состояния местности.